# Kevin Smith
Kevin Patrick Smith (Red Bank, 2 agosto 1970) è un regista, sceneggiatore, attore, montatore, produttore cinematografico, fumettista, comico, umorista, conduttore televisivo e conduttore radiofonico statunitense.
Kevin Smith è noto anche per il personaggio di Silent Bob, da lui ideato e interpretato in diverse pellicole (non solo quelle da lui dirette). Il suo film più noto è Clerks - Commessi, suo esordio registico.

## Biografia

### Le prime commedie e la creazione delView Askewniverse
È diventato celebre con il suo film d'esordio del 1994, Clerks - Commessi, costato solo 27 575 dollari (spesi metà per le riprese e metà per acquistare i diritti sulle canzoni utilizzate nella colonna sonora) e la collezione di fumetti. Presentato al Sundance Film Festival riscuote un successo strepitoso, tale da permettergli di ricomprare la sua collezione di fumetti. Attraverso i proventi del film, Smith riesce anche a fondare una propria casa di produzione, la View Askew Productions, da cui deriva il termine di View Askewniverse, e con la quale produrrà tutti i suoi film successivi e alcuni di altri registi. Con il termine View Askewniverse si indica l'universo in cui sono ambientati molti dei film diretti da Smith e in cui si muovono i personaggi delle diverse pellicole. Nella pellicola appaiono per la prima volta i personaggi di Jay e Silent Bob diventati in seguito marchio tipico delle commedie del regista.
Nel 1995 gira Generazione X con un cast degno di nota, tra cui Jason Lee, Shannen Doherty, Ben Affleck e Stan Lee, e nel 1996 è l'ora dell'ultimo capitolo di una fantomatica trilogia – tutta ambientata nel suo paese di nascita, il New Jersey – che si conclude con In cerca di Amy.

### Un possibile Superman e il controversoDogma
Sempre nel 1996 Smith fu ingaggiato per scrivere la sceneggiatura di un possibile film su Superman intitolato Superman Lives. Secondo Smith, grande amante della versione cartacea del personaggio, la precedente sceneggiatura scritta da Gregory Poirier non rispettava correttamente il fumetto, quindi, scrisse una sceneggiatura dall'evocativo titolo di The Death of Superman (poi ribattezzata appunto Superman Lives), che narrava la morte e la rinascita di Superman. Smith completò il suo soggetto nell'agosto del 1996 e, su richiesta del produttore Jon Peters, modificò molte caratteristiche di Superman dei fumetti, come ad esempio il costume, non più blu e rosso ma nero, e, inoltre, l'eroe non avrebbe dovuto volare. L'antagonista del film era un ragno gigante (idea riciclata dal produttore Jon Peters per Wild Wild West), mentre nella storia erano presenti alcune novità: Brainiac combatteva contro un orso polare ed era accompagnato da un robot di nome L-Ron, definito con entusiasmo dal produttore "una specie di R2-D2 gay", mentre Lex Luthor aveva un cane spaziale. Smith voleva Ben Affleck nel ruolo di Superman, Linda Fiorentino per Lois e Jack Nicholson per Lex Luthor.
Il progetto, che avrebbe dovuto vedere in veste di regista Robert Rodriguez prima e Tim Burton dopo, alla fine naufragò in un niente di fatto. Nella seconda sceneggiatura di Superman Lives, scritta da Burton, Smith e Peters, Brainiac, presentato in flashback come un antico nemico di Krypton, si alleava con Lex Luthor e inviava Doomsday (qui mostrato come una creatura dello stesso Brainiac) a uccidere Superman. L'eroe riusciva a tornare in vita grazie al robot kryptoniano chiamato l'Eradicatore, che portava in sé tutta la conoscenza di Krypton, di cui Brainiac voleva impossessarsi. Una volta rinato, Superman faceva uso di un'armatura formata dall'Eradicatore fino a che non riacquistava tutti i suoi poteri. Alla fine, l'eroe sconfiggeva Brainiac e riportava la pace sulla Terra. Il Braniac ideato da Burton aveva un look quasi horror, con molti corpi ma tutti di aspetto ragniforme. Nel film avrebbe dovuto essere presente anche il super-criminale Deadshot.
Nel 1999 inizia a girare Dogma, film caratterizzato da una vena fortemente iconoclastica che otterrà un buon successo al botteghino. La pellicola ha diverse difficoltà di produzione ed è stato concluso solo successivamente in un secondo tempo in quanto non c'erano abbastanza soldi per gli effetti speciali. Considerato il progetto più ambizioso e più controverso di Smith, il film è una chiara satira sulla Chiesa cattolica e sulla fede che ha causato, all'epoca dell'uscita cinematografica, parecchie proteste da parte dei cattolici e dei protestanti, in cui però sono rintracciabili tantissime idee originali del regista come ad esempio l'ormai famoso Cristo Compagnone. Il cast del film comprende tra gli altri Ben Affleck, Matt Damon, Linda Fiorentino, Jason Mewes, Chris Rock, Alan Rickman, Jason Lee, Salma Hayek, Alanis Morissette.

### Il nuovo millennio e la carriera da fumettista
Nel 2001 Smith dirige Jay & Silent Bob... Fermate Hollywood! con protagonisti Jay (Jason Mewes) e Silent Bob (interpretato dallo stesso Smith) personaggi già apparsi in Clerks e Dogma. Il film è una satira su Hollywood e sul mondo del cinema americano. La pellicola viene accolta tiepidamente sia dalla critica sia dal pubblico pur riuscendo a recuperare al botteghino il budget speso per la realizzazione. Successivamente, nel 2004, Smith realizza Jersey Girl, una commedia sentimentale che viene stroncata sia dalla critica sia dal pubblico. Nel 2005 è stato pubblicato il suo primo libro intitolato Silent Bob Speaks, che consiste nella raccolta di articoli e saggi scritti da Kevin Smith per diverse riviste.
Nel 2006, dopo un decennio di attesa, è uscito Clerks II, attesissimo sequel, un'attesa che ha premiato i moltissimi fan sparsi per tutto il mondo. Il film viene ben accolto sia dal pubblico sia dalla critica. Nel 2008 è la volta di Zack & Miri - Amore a... primo sesso in cui Smith dirige Seth Rogen ed Elizabeth Banks in una divertente commedia in cui due amici per sbarcare il lunario decidono di mettere su, insieme con un gruppo di amici, un film porno amatoriale che nonostante alcuni guai con la censura per l'argomento trattato nella pellicola incontra il favore del pubblico e della critica. Nel 2010 Smith dirige Bruce Willis, Tracy Morgan e Seann William Scott nel buddy movie Poliziotti fuori - Due sbirri a piede libero che nonostante il buon incasso non viene apprezzato dalla critica.
Grazie a queste opere ha iniziato una discreta (ma dai ritmi lenti) carriera di autore di fumetti, scrivendo le sceneggiature, oltre che per il fumetto tratto dal suo film Jay & Silent Bob... Fermate Hollywood!, anche per i fumetti di supereroi. Ha creato anche una serie animata intitolata Clerks in cui le avventure di Dante e Randal sono trasposte in versione cartone animato. Tra le sue principali collaborazioni si ricordano una serie di storie su Devil, per la Marvel, su disegni di Joe Quesada, e l'ultima serie dedicata a Freccia Verde (Green Arrow), con il ritorno di Oliver Queen tra i vivi. Recentemente sono usciti gli ultimi numeri della miniserie che vede come protagonisti la Gatta Nera e l'Uomo Ragno disegnati da Terry Dodson.

### L'approdo all'horror indipendente
Il 24 marzo 2010 su Twitter ha ufficializzato il suo prossimo film, intitolato Red State, un horror indipendente a cui ha lavorato per ben tre anni. Nel 2014 esce Tusk, commedia horror-grottesca primo capitolo della True North Trilogy, i cui successivi capitoli saranno Yoga Hosers - Guerriere per sbaglio (dove infatti è presente lo stesso cast di Tusk) e Moose Jaws.
Il 24 gennaio 2016 al Sundance Festival viene presentato appunto Yoga Hosers. Nello stesso anno Smith partecipa anche all'antologia horror Holidays presentata il 14 aprile al Tribeca Film Festival. Sempre nel 2016 compare come secondo ospite d’onore (dopo David Hasselhoff) nel videogioco Call of Duty: Infinite Warfare, nel quale riveste il ruolo di sé stesso nella modalità zombi. Nella mappa in cui è presente, lui è stato intrappolato nel film horror in questione, dove uccide inconsapevolmente l'amico Jason Mewes, giunto nel film assieme a Kevin.

## Vita privata
Dal 1999 è sposato con l'attrice e giornalista Jennifer Schwalbach Smith. La loro figlia Harley Quinn Smith, chiamata come l'omonimo villain dei fumetti di Batman, è diventata anche lei attrice ed è apparsa in diversi film diretti da Smith.
Il 26 febbraio 2018 ha comunicato tramite i suoi profili social di essere stato ricoverato d'urgenza dopo un infarto.

## Filmografia parziale

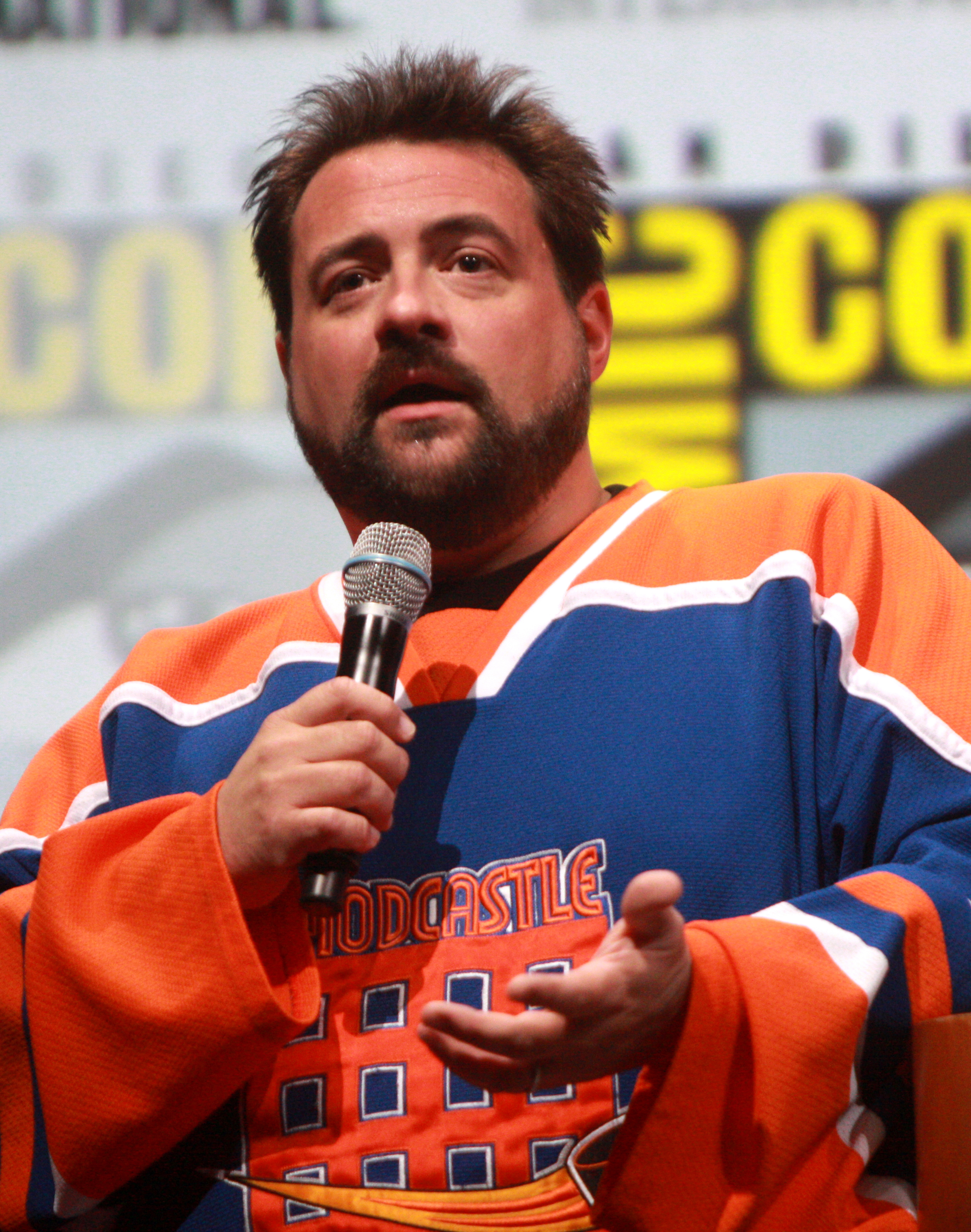
Kevin Smith al San Diego Comic-Con International nel luglio 2013

### Regista

#### Cinema
- Clerks - Commessi (Clerks, 1994)
- Generazione X (Mallrats, 1995)
- In cerca di Amy (Chasing Amy, 1997)
- Dogma (1999)
- Jay & Silent Bob... Fermate Hollywood! (Jay & Silent Bob Strike Back, 2001)
- Jersey Girl (2004)
- Clerks II (2006)
- Zack & Miri - Amore a... primo sesso (Zack and Miri Make a Porno, 2008)
- Poliziotti fuori - Due sbirri a piede libero (Cop Out, 2010)
- Red State (2011)
- Tusk (2014)
- Halloween, episodio di Holidays (2016)
- Yoga Hosers - Guerriere per sbaglio (Yoga Hosers, 2016)
- Jay e Silent Bob - Ritorno a Hollywood (Jay and Silent Bob Reboot, 2019)
- KillRoy Was Here (2022)
- Clerks III (2022)
- The 4:30 Movie (2024)

#### Televisione
- Hiatus (1996)
- Jay and Silent Bob Get Old: Tea Bagging in the UK (2012)
- Jay and Silent Bob Get Irish: The Swearing O' the Green (2013)
- Reaper - In missione per il Diavolo (Reaper) – serie TV, episodio 1x01 (2007)
- The Flash – serie TV, episodi 2x07-2x21-4x17 (2016-2017)
- Supergirl – serie TV, episodi 2x09-2x17 (2017)

### Sceneggiatore
- Clerks - Commessi (Clerks, 1994)
- Generazione X (Mallrats, 1995)
- In cerca di Amy (Chasing Amy, 1997)
- Dogma (1999)
- Le ragazze del Coyote Ugly (Coyote Ugly), regia di David McNally (2000) - non accreditato
- Jay & Silent Bob... Fermate Hollywood! (Jay & Silent Bob Strike Back, 2001)
- Jersey Girl (2004)
- Clerks II (2006)
- Die Hard - Vivere o morire (Live Free or Die Hard), regia di Len Wiseman (2007) - non accreditato
- Zack & Miri - Amore a... primo sesso (Zack and Miri Make a Porno, 2008)
- Fanboys, regia di Kyle Newman (2009) - non accreditato
- Red State (2011)
- Jay & Silent Bob's Super Groovy Cartoon Movie (2013)
- Tusk (2014)
- Halloween, episodio di Holidays (2016)
- Yoga Hosers - Guerriere per sbaglio (2016)
- Jay e Silent Bob - Ritorno a Hollywood (Jay and Silent Bob Reboot, 2019)
- KillRoy Was Here (2022)
- Clerks III (2022)
- The 4:30 Movie (2024)

### Montatore
- Clerks - Commessi (Clerks, 1994)
- In cerca di Amy (Chasing Amy, 1997)
- Dogma (1999)
- Jay & Silent Bob... Fermate Hollywood! (Jay & Silent Bob Strike Back, 2001)
- Jersey Girl (2004)
- Clerks II (2006)
- Zack & Miri - Amore a... primo sesso (Zack and Miri Make a Porno, 2008)
- Poliziotti fuori - Due sbirri a piede libero (Cop Out, 2010)
- Red State (2011)
- Tusk (2014)
- Yoga Hosers - Guerriere per sbaglio (Yoga Hosers, 2016)
- Jay e Silent Bob - Ritorno a Hollywood (Jay and Silent Bob Reboot, 2019)
- Clerks III (2022)
- The 4:30 Movie (2024)

### Produttore
- Clerks - Commessi (Clerks, 1994)
- Generazione X (Mallrats, 1995)
- Drawing Flies, regia di Malcolm Ingram e Matt Gissing (1996)
- In cerca di Amy (Chasing Amy, 1997)
- A Better Place, regia di Vincent Pereira (1997)
- Will Hunting - Genio ribelle (Good Will Hunting), regia di Gus Van Sant (1997)
- Dogma (1999)
- Tail Lights Fade, regia di Malcolm Ingram (1999) - non accreditato
- Big Helium Dog, regia di Brian Lynch (1999)
- Vulgar, regia di Bryan Johnson (2000)
- Jay & Silent Bob... Fermate Hollywood! (Jay & Silent Bob Strike Back, 2001)
- Jersey Girl (2004)
- Clerks II (2006)
- Small Town Gay Bar, regia di Malcolm Ingram (2006)
- Zack & Miri - Amore a... primo sesso (Zack and Miri Make a Porno, 2008)
- Poliziotti fuori - Due sbirri a piede libero (Cop Out, 2010)
- Bear Nation, regia di Malcolm Ingram (2010)
- Red State (2011)
- Tusk (2014)

### Attore

#### Cinema
- Clerks - Commessi (Clerks), regia di Kevin Smith (1994)
- Generazione X (Mallrats), regia di Kevin Smith (1995)
- In cerca di Amy (Chasing Amy), regia di Kevin Smith (1997)
- Big Helium Dog (Big Helium Dog, 1999)
- Dogma, regia di Kevin Smith (1999)
- Scream 3, regia di Wes Craven (2000)
- Vulgar, regia di Bryan Johnson (2000)
- Jay & Silent Bob... Fermate Hollywood! (Jay & Silent Bob Strike Back), regia di Kevin Smith (2001)
- Now You Know (2002)
- Daredevil, regia di Mark Steven Johnson (2004)
- Southland Tales - Così finisce il mondo (Southland Tales), regia di Richard Kelly (2006)
- Clerks II, regia di Kevin Smith (2006)
- Bottom's Up (2006)
- Tutte le cose che non sai di lui (Catch and Release), regia di Susannah Grant (2007)
- Die Hard - Vivere o morire (Live Free or Die Hard), 2007
- Fanboys, regia di Kyle Newman (2009)
- 4.3.2.1., regia di Noel Clarke e Mark Davis (2010)
- Le squillo della porta accanto (For a Good Time, Call...), regia di Jamie Travis (2012)
- Yoga Hosers - Guerriere per sbaglio (Yoga Hosers), regia di Kevin Smith (2016)
- Madness in the Method, regia di Jason Mewes (2019)
- Star Wars - L'ascesa di Skywalker (Star Wars: The Rise of Skywalker), regia di J. J. Abrams (2019)
- Jay e Silent Bob - Ritorno a Hollywood (Jay and Silent Bob Reboot), regia di Kevin Smith (2019)
- Clerks III, regia di Kevin Smith (2022)

#### Televisione
- The Big Bang Theory - Serie TV, episodio 08x20 e 12x16 (2015-2019)

### Doppiatore
- Doogal (Dogal, 2006)
- Call of Duty: Infinite Warfare - videogioco (2017)

## Discografia

### Album in studio
- 2013 - Plus One Live: 'Merica
- 2018 - Silent But Deadly

## Fumetti
- Jay & Silent Bob... Fermate Hollywood! (Jay & Silent Bob Strike Back), tratto dal film omonimo.
- Devil: Diavolo Custode (Guardian Devil), saga in otto parti editi tra novembre 1998 e giugno 1999 per il lancio della serie Daredevil (vol. 2), con illustrazioni di Joe Quesada.
- Uomo Ragno/Gatta Nera: La malvagità degli uomini (Spider-Man /Black Cat: The Evil that Men Do), miniserie per il progetto Marvel Knights disegnata da Terry Dodson.
- Freccia Verde (Green Arrow), 15 episodi della serie regolare.
- Daredevil/Bullseye: The Target, miniserie per il progetto Marvel Knights di cui è uscito solamente il primo numero, pubblicato in Italia sul numero 160 della serie Devil & Hulk.
- Batman: Cacophony, one-shot in 3 parti, con l'amico Walter Flanagan alle matite e il suo seguito Batman: Spirale Crescente (incompleta, sono usciti 6 dei 12 numeri che la devono comporre).
- Devil: Diavolo Custode, Collezione 100% Marvel Best, Marvel Italia (Panini Comics).
- Freccia Verde di Smith e Meltzer, Planeta DeAgostini.

## Doppiatori italiani
Nelle versioni in italiano delle opere in cui ha recitato, Kevin Smith è stato doppiato da: 
- Luigi Ferraro in Jay & Silent Bob... Fermate Hollywood!, Die Hard - Vivere o morire, The Disaster Artist, The Big Bang Theory (12x16), Jay e Silent Bob - Ritorno a Hollywood
- Roberto Gammino in Clerks - Commessi
- Pasquale Anselmo in Generazione X
- Danilo De Girolamo in In cerca di Amy
- Simone Mori in Dogma
- Gaetano Varcasia in Daredevil
- Andrea Lavagnino in Joey
- Claudio Fattoretto in Southland Tales - Così finisce il mondo
- Massimo Rinaldi in Clerks II
- Roberto Pedicini in Tutte le cose che non sai su di lui
- Roberto Stocchi in Le squillo della porta accanto
- Gianluca Cortesi in Chi sei, Charlie Brown?
- Massimo Bitossi in Clerks III

Da doppiatore è sostituito da:
- Oreste Baldini in The Big Bang Theory (8x20)
- Stefano Alessandroni in Scooby-Doo e il mistero del Rock'n'Roll